# کی‌ان‌ان
کی‌ان‌ان (انگلیسی: Korea New Network) شرکت رسانه‌ای کره‌ای است، که در سال ۱۹۹۴ تأسیس شد.